# Aimee Bender
Aimee Bender (* 28. Juni 1969 in Los Angeles, Kalifornien) ist eine US-amerikanische Schriftstellerin.

## Leben
Aimee Bender erhielt ihren Bachelor of Arts an der University of California, San Diego und schloss mit dem Master of Fine Arts in Kreativem Schreiben an der University of California, Irvine ab. Ihre Professoren in Irvine waren unter anderen Judith Grossman und Geoffrey Wolff. Seit dieser Zeit ist sie mit der amerikanischen Schriftstellerin Alice Sebold befreundet.
Benders Kurzgeschichten wurden zunächst in Publikationen wie Granta, McSweeney’s und The Paris Review veröffentlicht. 1998 erschien dann mit The Girl in the Flammable Skirt eine Sammlung der Kurzgeschichten in Buchform, die als Das Mädchen, das Feuer fing auch in deutscher Übersetzung herauskam. Ihrem ersten Roman An Invisible Sign of My Own, der 2003 unter dem Titel Ich könnte verschwinden, wenn du mich berührst auf Deutsch erschien, folgte 2005 mit Willful Creatures ein weiterer Band mit Kurzgeschichten, sowie 2009 die Erzählung The Third Elevator.
In Die besondere Traurigkeit von Zitronenkuchen (The Particular Sadness of Lemon Cake, 2010) erzählt Bender von einem Mädchen, das im Alter von neun Jahren entdeckt, dass sie beim Verzehr von Speisen die Gefühlsempfindungen anderer, die beim Zubereiten vorherrschten, herausschmecken kann. Mit leicht surrealen Zügen schildert der Roman das Auseinanderbrechen ihrer Familie und den schwierigen Weg des Mädchens ins Erwachsenenleben.
Zweimal gewann Bender den Pushcart Prize und war 2005 für den James Tiptree, Jr. Award nominiert. 2009 war sie mit ihrer Kurzgeschichte Faces eine der Finalisten um den Shirley Jackson Award in der Sparte Short Story. Ihre Werke wurden in sechzehn Sprachen übersetzt.
Aimee Bender lebt in Los Angeles und lehrt derzeit (2011) Kreatives Schreiben an der University of California, Los Angeles (UCLA). Außerdem ist sie an einem Workshop beteiligt, der geistig behinderten und benachteiligten Menschen hilft, ihre selbst geschaffenen Theaterstücke zu vollenden und aufzuführen.

## Veröffentlichungen
- The Girl in the Flammable Skirt, 1998.
  - Das Mädchen, das Feuer fing. Goldmann, München 1999, ISBN 3-442-44365-2.
- An Invisible Sign of My Own, 2000.
  - Ich könnte verschwinden, wenn du mich berührst. Roman. Goldmann, München 2003, ISBN 3-442-73132-1.
- Willful Creatures, 2005.
- The Secret Society of Demolition Writers-Stories. Random House, New York City, USA 2005, ISBN 1-4000-6264-0.
- The Third Elevator, 2009, ISBN 978-0-9825254-0-1.
- The Particular Sadness of Lemon Cake, Doubleday, New York City, USA 2010, ISBN 978-0-385-50112-5.
  - Die besondere Traurigkeit von Zitronenkuchen. Roman. Aus dem Englischen von Christiane Buchner und Martina Tichy. Berlin-Verlag, Berlin 2011, ISBN 978-3-8270-0986-9.
- The Color Master: Stories. Doubleday, New York City 2013, ISBN 978-0-385-53489-5.